# روجيه بيسموت
جوزيف روجيه بيسموت (4 نوفمبر 1926-)، سياسي ورجل أعمال تونسي ولد في حلق الوادي. وهو ثالث برلماني تونسي من الديانة اليهودية، وأثناء عهدته كان الوحيد في الوطن العربي.

## السيرة الذاتية
ولد روجيه بيسموت في مدينة حلق الوادي في ضواحي العاصمة التونسية، وكان رئيس الجالية اليهودية بتونس، وعضوا في الاتحاد العربي لرؤساء المؤسسات. كان عضوا مؤسسا للغرفة التجارية التونسية الأمريكية.

بدأ مساره المهني سنة 1940 كعامل في قطاع البناء. ثم ترأس مجموعته الخاصة، مجموعة بيسموت، وهي مجموعة عائلية متمركزة في تونس العاصمة، تعمل في مجالات توزيع السلع والصناعة الكيميائية وصناعة المعدات الكهربائية.

كنائب رئيس الاتحاد التونسي للصناعة والتجارة والصناعات التقليدية، انتخب عضوا في مجلس المستشارين إثر انتخابات 3 يوليو 2005، وأصبح ثالث يهودي تونسي يشغل منصبا برلمانيا، والبرلماني العربي الوحيد على قيد الحياة أنذاك. وفي تصريح لأسوشيتد برس، قال بيسموت «إنني متأثر وفخور جداً بانتخابي لهذه المؤسسة البرلمانية، الأمر الذي يوضح السياسة التونسية المتفتحة والمتسامحة». قال كذلك أنه تلقى تهاني من اللجنة اليهودية الأمريكية روبرت غودكايند والمؤتمر اليهودي الأوروبي بيار بسناينو الذين عبرا عن فرحهما بهاته الخطوة معتبرينها تقدما نحو المزيد من التصالح والتسامح بين المسلمين واليهود. من جهة أخرى، بيسموت هو أيضا عضو في المجلس الدولي للبرلمانيين اليهود.

في 29 مارس 2012، رفع دعوى قضائية ضد شخص دعى في تونس العاصمة إلى قتال اليهود.

## الحياة الخاصة
روجيه بيسموت هو أب لستة أبناء، ثلاثة (جاكلين وميشال وفيليب) من زوجته الأولى إيفات، وثلاثة (ستيفان وجان وبيتر) من زوجته الثانية آيس، وهي دنماركية تزوج بها في 8 أبريل 1965.

## مقالات ذات صلة
- يهود تونس